# Hadrout
Hadrout (en azéri : Hadrut, en arménien : Հադրութ) est une ville d'Azerbaïdjan faisant partie du raion de Khojavend. Elle était jusqu'en 2020, la capitale de la région de Hadrout au Haut-Karabagh. 

## Histoire

### Époque soviétique
Pendant la période soviétique, Hadrout est le chef-lieu d'un district de l'oblast autonome du Haut-Karabagh au sein de la république socialiste soviétique d'Azerbaïdjan. En 1963, elle reçoit le statut de localité urbaine. En février 1988, elle est le lieu d'une importante manifestation demandant le rattachement de l'oblast autonome à la république d'Arménie.
Au moment de la guerre entre l'Arménie et l'Azerbaïdjan, elle devient le chef-lieu de la région homonyme au sein de la république du Haut-Karabagh, proclamée en 1991.

### Guerre de 2020 au Haut-Karabagh
Le 9 octobre, le président azerbaïdjanais annonce la « libération » de Hadrout. Cependant, la prise de la ville est démentie par les Arméniens et les Russes. Le 10 octobre, jour de la mise en place du cessez-le-feu, l'Azerbaïdjan attaque de nouveau la localité, et capture finalement la ville,. L'ombudsman des droits de l'homme de la République d'Artsakh déclare qu'une femme et son enfant en situation de handicap ont été tués.

## Démographie
En 2013, la population s'élevait à 3 800 habitants.

## Jumelage
- Etchmiadzin (Arménie), de 2010 à 2020[9]